# ザ・ローリング・ストーンズ シャイン・ア・ライト
『ザ・ローリング・ストーンズ シャイン・ア・ライト』(Shine a Light)は、2008年のアメリカ映画。ローリング・ストーンズが、2006年に行ったビーコン・シアターでの慈善コンサートの模様を舞台裏も交えて収録した、音楽ドキュメンタリーである。監督は、アカデミー賞監督のマーティン・スコセッシ。『ディパーテッド』でのアカデミー賞監督賞受賞後、初の作品でもある。
2008年2月7日にベルリン国際映画祭で先行上映され、その後一般公開された。

## 曲目
特筆無い限りジャガー/リチャーズ作詞作曲。
1. ジャンピン・ジャック・フラッシュ - Jumpin' Jack Flash
2. シャッタード - Shattered
3. シー・ワズ・ホット - She Was Hot
4. オール・ダウン・ザ・ライン - All Down the Line
5. ラヴィング・カップ（with ジャック・ホワイト） - Loving Cup
6. アズ・ティアーズ・ゴー・バイ（涙あふれて） - As Tears Go By (Jagger/Richards/Oldham)
7. サム・ガールズ - Some Girls
8. ジャスト・マイ・イマジネーション - Just My Imagination (Norman Whitfield/Barrett Strong)
9. ファー・アウェイ・アイズ - Far Away Eyes
10. シャンペン・アンド・リーファー（with バディ・ガイ） - Champagne & Reefer (Muddy Waters)
11. ダイスをころがせ - Tumbling Dice
12. バンド紹介 - Band introductions
13. ユー・ガット・ザ・シルヴァー - You Got the Silver
14. コネクション - Connection (曲の途中で1999年のインタビューが入る)
15. 悪魔を憐れむ歌 - Sympathy for the Devil
16. リヴ・ウィズ・ミー（with クリスティーナ・アギレラ） - Live With Me
17. スタート・ミー・アップ - Start Me Up
18. ブラウン・シュガー - Brown Sugar
19. サティスファクション - (I Can't Get No) Satisfaction
20. ライトを照らせ - Shine a Light (音声のみ。曲の途中でフェードアウト)

なお、以下の曲目も、終わりのスタッフ・ロールで流れる。共に、アコースティックでインストゥルメンタル。
- ワイルド・ホース - Wild Horses
- Only Found Out Yesterday (Richards)